# César Díaz (réalisateur)
Pour les articles homonymes, voir Díaz et César Díaz.
César Díaz, né le 20 septembre 1978 à Guatemala, est un réalisateur, scénariste et monteur belgo-guatémaltèque.

## Biographie
Né et élevé à Guatemala City, Díaz déménage en Belgique en 1998 en tant qu'étudiant à l'Université libre de Bruxelles. Après avoir développé un intérêt pour le cinéma, il s'inscrit à l'école de cinéma La Femis à Paris et étudie la scénarisation. Depuis le milieu des années 2000, Díaz travaille sur plusieurs films documentaires, avant de faire ses débuts de long métrage en 2019 avec Nuestras madres. Le film est  présenté en première au Festival de Cannes 2019, où Díaz remporte la Caméra d'Or.
Nuestras madres reçoit le prix André Cavens du meilleur film décerné par l'Union de la critique de cinéma (UCC) et est sélectionné comme entrée belge pour l'Oscar du meilleur film international aux 92e Academy Awards. Il reçoit six nominations à la 10e cérémonie des Magritte, dont celui du meilleur film et du meilleur réalisateur pour Díaz, qui remporte le prix du meilleur premier long métrage.

## Filmographie partielle
- 2010 : Pourquoi les hommes brûlent-ils ?
- 2014 : Territorio liberado
- 2019 : Nuestras madres
- 2024 : Mexico 86